# Француско-руски савез
Француско-руски савез, или Двојни савез, био је војни пакт између Француске Републике и Руске Империје који је важио од 1892. до 1917. године. Овај савез је прекинуо дипломатску изолацију Француске и Русије и довео у питање надмоћ Немачког царства у Европи. 
Када је 1882. године склопљен Тројни савез између Немачке, Аустроугарске и Италије Русија се нашла у политичкој изолацији у којој се Француска налазила још пораза у Француско-пруском рату 1872. године. Слична ситуација у којој су се нашле довела је до међусобног приближавања између Русије и Француске. Њихови међусобни односи убрзано су побољшавани. 
Од 1888. године Русија је добила од Француске кредите које је углавном користила за осавремењивање своје војне силе. Године 1891. француска флота је посетила руску луку Кронштат и том приликом ју је срдачно дочекао цар Александар III. Приликом ове посете први пут је интонирана Марсељеза у Русији што се пре тога сматрало за кривично дело. 
Француско-руски савез је званично потписан 17. августа 1892. године. Ступио је на снагу 4. јануара 1894. године. Важио је током постојања Тројне алијансе. Овај и Англо-руски савез чинили су главне уговорене обавезе између сила Антанте које ће се активирати на почетку Првог светског рата. 